# Георги Симеонов
Гео́рги Ілі́єв Симео́нов (болг. Георги Илиев Симеонов, відомий ще як Гаджал войвода — «Вояк сторіччя») — знаний болгарський гайдук і воєвода, який був одним з найактивніших борців за звільнення Болгарії від османського гноблення.

## Життєпис
Народився 15 листопада 1808 року в Котелі в сім'ї Илії та Цони Симеонових, землевласників середньої заможності. Він був двоюрідним братом відомого діяча революційного болгарського руху Георгія Раковського і онуком знаного болгарського революціонера капітана Георги Мамарчева, на честь якого він і був хрещений.

### Участь у бойових діях
Відомо, що 1828 року під час російсько-турецької війни 1828—1829 рр. Георги був мобілізований османською владою для будування захисних споруд під Шуменом. Невдовзі російські війська взяли місто, і тоді Георги записався волонтером до козацького полку, з яким воював аж до 2 вересня 1829 року, коли війна скінчилася, але звільнення Болгарії не відбулося. Георги продовжив службу у російських військах, будучи прихильником ідеї, що тільки Російська імперія дасть змогу звільнити Болгарію від османів. Саме тому він в подальшому брав участь у багатьох російських військових конфліктах на боці Російської імперії, що часто були ганебними для Георги.
Так у 1830 році Георги разом з козаками свого полку придушував Варшавське повстання 1830—1831 рр., коли поляки повстали проти царської влади і окупації країни Росією.

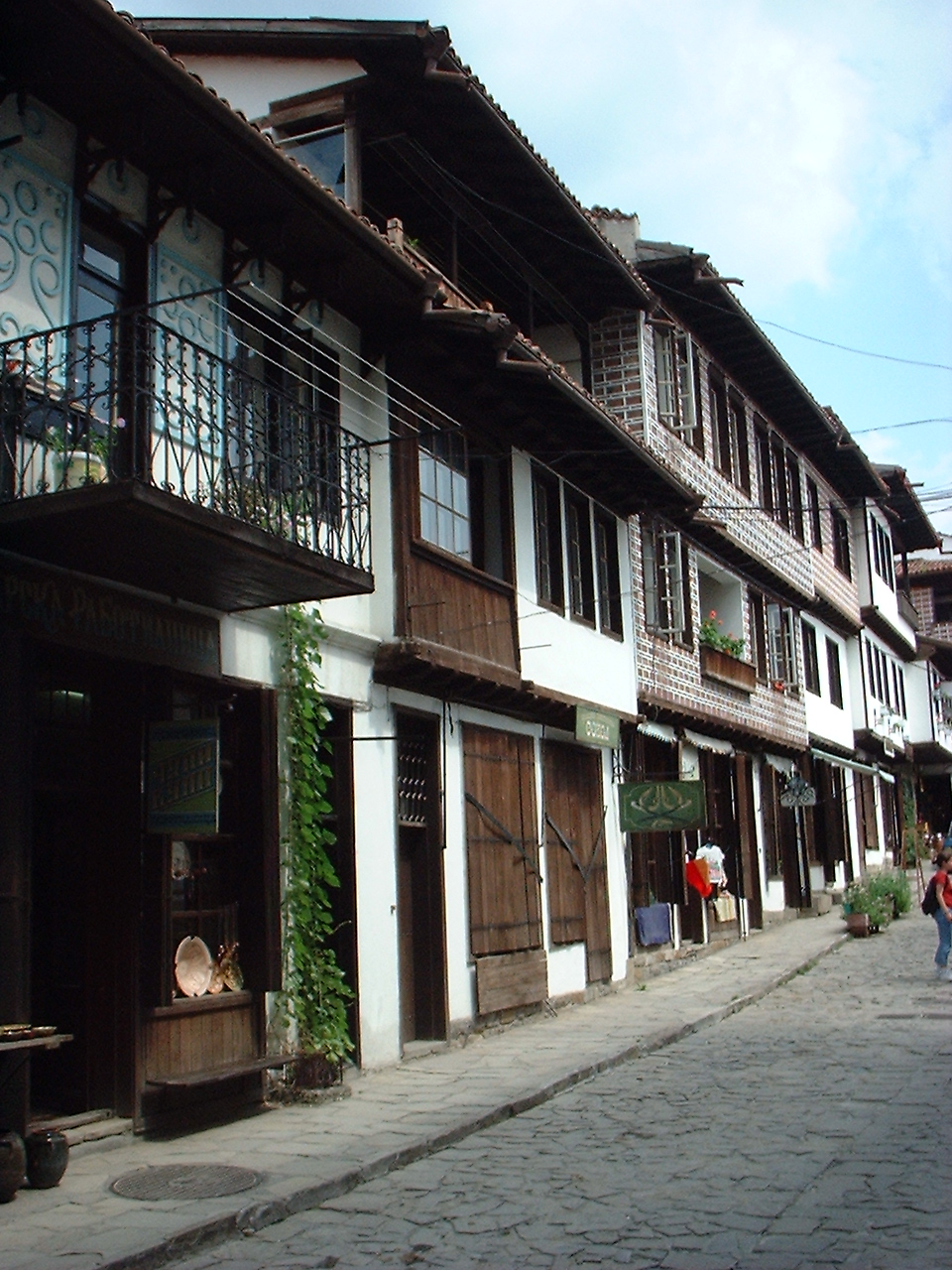
Стара частина міста Велико Тирново, де у 1835 році відбулося повстання проти османського панування «Велчовата завера», в якому взяв участь Георги Симеонов.

Але жага до звільнення Болгарії не покинула Георги, і він взяв діяльну участь у повстанні проти османів в Велико Тирново у 1835 році (так звана болг. Велчовата завера).
На початку 1841 року він організував маленький загін (чету) болгарських юнаків задля того, щоб ввійти до Болгарії через Валахію, але був виданий владі, яка роззброїла вояків (так званий 1-й Браїльський бунт). Через рік він задумав захопити зброю у військовій казармі цього міста, але знову був викритий і заарештований місцевою владою (2-й Браїльський бунт). Але швидко був відпущений на волю, з 1843 по 1847 рік, влітку водив гайдуцьку чету до Болгарії, а зимові місяці перебував в Сербії та Валахії. Тоді він отримав прізвисько «Гаджал воєвода».
Потім начебто під тиском російської влади він сформував чету в Сербії, з нею приєднався до царських козаків і взяв участь у придушенні Угорської революції 1848—1849 рр., де 200-тисячна царська армія в черговий раз виступила як «кривавий жандарм Європи». Після цього Гаджал воєвода покинув армію і оселився у
Бухаресті, де вів життя звичайного містянина.
Коли у 1853 році розпочалася Кримська війна, Гаджал знову пішов до російської армії, ставши вояком V-го корпусу генерала Лідерса. Гаджал пройшов повністю всю війну, 26 березня 1856 року був звільнений у запас і одержав невелику пенсію. Через певний час Гаджал взяв участь у складі козаків у Кавказькій війні, воював десь до 1863 року, адже за відомостями у цьому році також з царськими козаками взяв у черговий раз участь у придушенні польського національного Січневого повстання проти царської влади.
Під час сербсько-турецької війні 1876 року Гаджал є одним з організаторів і командирів Першого добровольчого болгарського загону.
За часів Російсько-турецької війни 1877—1878 рр. брав участь в болгарському ополченні, як частині Третьої ополченської дружини. Є легенда, що вже у похилому віці Гаджал прийшов до командувача болгарським ополченням царського генерала М. Г. Столєтова і попросив зарахувати його в ополчення. Коли Столєтов запитав Гаджала, а що той робив до цього, воєвода відповів: «Все життя був вояком». Був учасником усіх бойових дій від форсування Дунаю до звільнення Велико Тирново, боїв під Старою Загорою, на Шипці тощо.
Був воєводою маленької чети в Кресненсько-Разложському повстанні, під час якого поранений в ногу. Є свідчення, що внаслідок свого віку він вже не володів вправно рушницею, але досить добре керував четою. Незважаючи на свій поважний вік він став добровольцем у сербсько-болгарській війні 1885 року.
Після цього Гаджал оселився разом з сім'єю у місті Русе і став був першим болгарином, якому була призначена невелика пенсія захисника країни у 70 левів. Бувши затятим прихильником російської доктрини управління Болгарії Гаджал стає діяльним учасником так званого Офіцерського бунту 1887 року — військового перевороту в Болгарії, який організували проросійські болгарські офіцери. Бунт був швидко подавлений. Через переслідування воєвода був змушений втекти до Румунії, а пенсія в нього була відібрана. Лише у 1895 році він повернувся до Болгарії, написав прохання до Національних зборів, щоб йому відновили пенсію, отримавши при цьому багато принижень. Відновлення пенсії коштувало йому багато зусиль, сім'я його розпалася, сини повністю його забули. Старого немічного воєводу прихистив у себе Александер Николов, якого прозвали «першим єфрейтором Болгарії».

### Останні роки
Помер Гаджал воєвода 3 грудня 1899 року. Похований був наступного дня з військовими почестями. Але в подальшому про нього забули. І тільки у 1978 році в селі Котел (Сливенська область) у дворі церкви «Святої Трійці» йому був встановлений пам'ятник з бронзи та граніту з надписом болг. ГЕОРГИ ИЛИЕВ СИМЕОНОВ-ГАДЖАЛ ВОЙВОДА 1811-1899 ВОЙНИКЪТ НА ВЕКА.